# Delta de la Corona Boreal
Delta de la Corona Boreal (δ Coronae Borealis) és un estel variable RS Canum Venaticorum de la constel·lació de la Corona Boreal. De magnitud aparent +4,60, està situada a 165 anys llum del Sistema Solar.
Delta Coronae Borealis és un gegant groc de tipus espectral G3.5III i 5150 K de temperatura. 36 vegades més lluminós que el Sol i amb un diàmetre 7,6 vegades més gran que el diàmetre solar, apareix també classificada com un estel gegant-subgigante. Es troba en un estat evolutiu infreqüent, i ha travessat l'anomenada «Llacuna de Hertzsprung», refredant-se mentre la seva lluminositat roman pràcticament constant. Posteriorment iniciarà la seva veritable expansió per convertir-se en un autèntic gegant.
Delta Coronae Borealis és conegut per tenir una activitat magnètica similar a la del Sol. La seva lluentor varia unes centenes de magnitud en un cicle de 59 dies, probablement a causa de la presència de taques estel·lars que entren i surten del camp de visió a mesura que gira l'estel. Així mateix, Delta Coronae Borealis és una font important de raigs X, implicant una cromosfera activa i calenta; així, la seva corona estel·lar sembla tenir una temperatura propera als 7 milions K, molt més elevada que la de la corona solar, de 2 milions K.